# Aunjanue Ellis-Taylor
Pour l’article homonyme, voir Ellis.
Aunjanue Ellis-Taylor, née le 21 février 1969 à San Francisco, est une actrice américaine.
Elle est active dans le domaine du théâtre, du cinéma et de la télévision. 
Elle a joué dans des productions Off-Broadway et est apparue dans de nombreux films et séries télévisées.  
Elle est notamment connue pour avoir joué dans des longs métrages tels que Men of Honor, Undercover Brother : Un agent très secret, Ray, Notorious BIG, I Love You Phillip Morris, La Locataire, La Couleur des sentiments, Get on Up, The Birth of a Nation et Si Beale Street pouvait parler.  
Elle a joué dans un grand nombre de séries télévisées, en tant que vedette invitée mais a aussi eu quelques rôles réguliers : DOS : Division des opérations spéciales, Mentalist, Quantico.  
Elle fut acclamée par la critique pour le rôle titre de la mini-série dramatique The Book of Negroes ainsi que pour la mini-série socio-politique Dans leur regard.

## Biographie

### Jeunesse et formation
Elle est élevée, par sa grand-mère, dans une ferme du Mississippi et fait ses études au Tougallo College.  
Elle est transférée à l'université Brown et y décroche son diplôme, un master en études afro-américaines. 
Par la suite, elle fréquente la prestigieuse Tisch School of the Arts de New York afin d'y étudier l'art dramatique. 

### Carrière

#### Débuts, seconds rôles et théâtre (années 1990 et 2000)
En 1995, elle fait sa première apparition à la télévision, dans un épisode de la série policière New York Undercover. 
Entre 1996 et 1997, elle signe pour son premier rôle régulier avec la série policière Haute Tension dans laquelle elle incarne l'officier Leslie Joyner. 
En 1998, elle joue dans la comédie dramatique Desert Blue avec Casey Affleck, Kate Hudson et Christina Ricci dans les premiers rôles. L'année suivante, elle est à l'affiche du thriller Gangsta Cop avec Omar Epps et LL Cool J ainsi que du drame Une carte du monde porté par Sigourney Weaver et Julianne Moore.
Puis, elle s'invite pour quelques épisodes, sur le plateau de la série The Practice : Donnell et Associés.  
En 2000, elle partage l'affiche du drame Les Chemins de la dignité avec Robert De Niro, Cuba Gooding Jr. et Charlize Theron. L'année suivante, elle incarne la fille de Samuel L. Jackson dans le drame The Caveman's Valentine de Kasi Lemmons. 
En 2002, sous la direction de Malcolm D. Lee, elle joue dans la comédie saluée par les critiques Undercover Brother : Un agent très secret. 
En 2004, elle est la vedette de la pièce de théâtre de Regina Taylor, Drowning Crown, jouée au Manhattan Theatre Club. La même année, elle joue une choriste dans le biopic acclamé, Ray. Cette biographie filmée du chanteur Ray Charles a permis à Jamie Foxx d'obtenir l'Oscar du meilleur acteur en 2005 pour son interprétation du rôle-titre. Elle est aussi à l'affiche du drame indépendant Brother to Brother, présenté lors du Festival du film de Sundance en 2004.
Entre 2005 et 2006, elle défend, aux côtés de Benjamin Bratt et Kelly Rutherford mais aussi Dennis Hopper, la série d'espionnage du réseau NBC, DOS : Division des opérations spéciales. La série est cependant annulée au bout d'une seule saison, faute d'audiences. 
Après cet arrêt prématuré, elle rejoint le drame judiciaire de la FOX, Justice avec Victor Garber et Kerr Smith. Justice est une série qui raconte l'histoire de quatre grands avocats à la tête d'un cabinet de renom : TNT&G. C'est un nouvel échec, les audiences s'effondrent et le programme est rapidement interrompu.
Il s'ensuit de nombreuses apparitions isolées dans diverses séries télévisées, avant qu'elle ne fasse un retour exposé, en 2009, au cinéma. 
En effet, elle est à l'affiche de plusieurs longs métrages. Elle joue dans le film biographique salué Notorious BIG qui revient sur le destin hors-norme du rappeur de New York, The Notorious B.I.G., qui trouva la mort le 9 mars 1997. Aunjanue Ellis est ensuite à l'affiche de la romance dramatique I Love You Phillip Morris portée par Jim Carrey et Ewan McGregor; Elle est la femme de Denzel Washington confronté à John Travolta dans le film d'action L'Attaque du métro 123 et elle donne la réplique à Uma Thurman dans la comédie dramatique Maman, mode d'emploi. 

#### Alternance cinéma et télévision (années 2010)
Entre 2010 et 2013, elle joue la chef du CBI dans la série policière Mentalist. Ce rôle récurrent est considéré comme celui qui l'a fait connaître du grand public,. Autre rôle du même acabit pour l'actrice, entre 2012 et 2017, dans une autre série policière, NCIS : Los Angeles, elle est la femme de LL Cool J. 

Entre-temps, elle s'invite sur le plateau de la série fantastique Sleepy Hollow. En 2012, elle porte le téléfilm Lifetime, 23 ans d'absence de Vondie Curtis-Hall, aux côtés de Keke Palmer. Lors de sa première diffusion outre-atlantique, ce drame canadien est un succès d'audiences. 

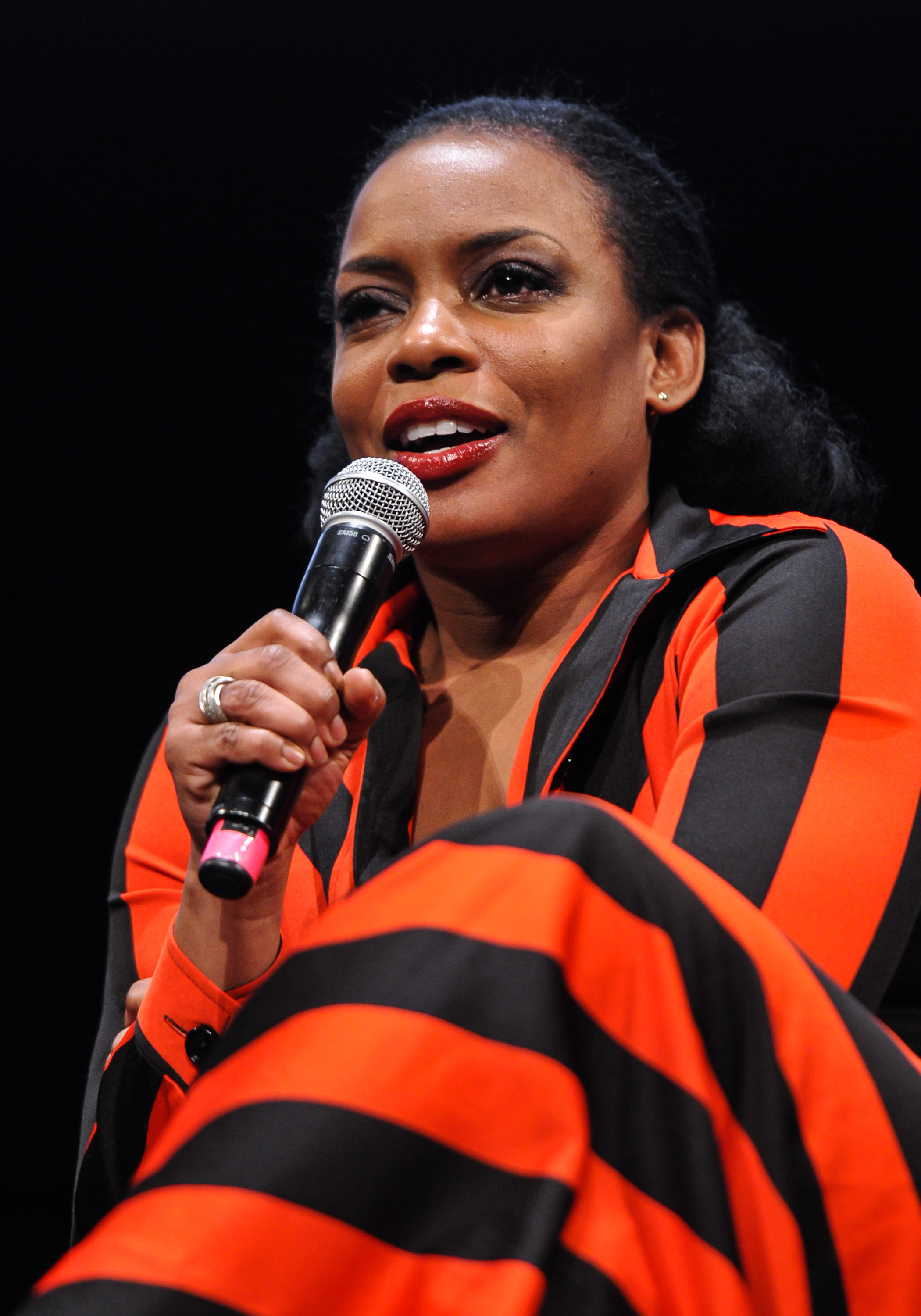
En 2015, pour la promotion de la mini-série The Book of Negroes.

Forte d'une nouvelle visibilité, elle porte la mini-série dramatique The Book of Negroes,. Diffusée en 2015, elle est adaptée du roman Aminata écrit par Lawrence Hill en 2007, lui-même inspiré par le document historique Book of Negroes rédigé en 1783. Elle signe une interprétation saluée par les critiques,, qui lui vaut de nombreuses citations et quelques récompenses au titre de meilleure actrice. 
En 2016, elle est à l'affiche du drame historique controversé, The Birth of a Nation de Nate Parker. 
Entre 2015 et 2017, elle est l'un des premiers rôles de la série thriller Quantico, popularisée par son héroïne, Priyanka Chopra. Elle incarne Miranda Shaw, une amie d'Alex, qui perd finalement la confiance de l'équipe en les trahissant. À la suite de cela, son personnage quitte la distribution principale de la série, à partir de la troisième saison,,,.  
Cependant, Aunjanue Ellis décroche rapidement l'un des rôles principaux d'une nouvelle série policière du réseau CBS, Chiefs, dans laquelle elle incarne une chef de police à Los Angeles, aux côtés d'Alana de la Garza et de Jorja Fox,,,. Finalement la série ne dépasse pas le stade de pilote.  
En 2018, elle partage l'affiche du film indépendant Pimp, avec Keke Palmer. Ce drame raconte l'histoire d'une jeune femme qui a grandi dans un quartier difficile et qui doit veiller à la fois sur sa mère, et surveiller sa petite amie prostituée. La même année, toujours dans le registre du drame indépendant, elle est à l'affiche de Miss Virginia aux côtés de Vanessa Williams, Uzo Aduba et Adina Porter. Elle est aussi à l'affiche de la romance acclamée par les critiques Si Beale Street pouvait parler avec Finn Wittrock, un long métrage adapté du roman de James Baldwin du même nom et présenté au festival international du film de Toronto 2018. 
En 2019, elle rejoint Courtney B. Vance et Elizabeth Debicki pour la série dramatique Lovecraft Country du réseau HBO,,. Dans le même temps, elle intègre aussi la mini-série d'Ava DuVernay, Dans leur regard  avec Niecy Nash et Storm Reid,. La série s'attaque à l'une des affaires judiciaires les plus compliquées des années 1980 aux U.S.A avec le viol et l'agression physique d'une joggeuse à Central Park et l'arrestation de plusieurs hommes noirs qui en découle. Ce programme est largement plébiscité par la critique,,,,. Son interprétation lui vaut une proposition pour le Primetime Emmy Award de la meilleure actrice dans une mini-série ou un téléfilm.

### Vie personnelle
Elle est membre du Delta Sigma Theta Sorority, un organisme qui met en avant les femmes instruites, et spécialement les afro-américaines. En 2022, à l'occasion du début du Mois des fiertés, elle annonce être ouvertement bisexuelle.

## Théâtre
Sauf indication contraire ou complémentaire, les informations mentionnées dans cette section proviennent de la base de données IBDb.
- 1995 : The Tempest : Ariel
- 2000 : A Winter's Tale[39],[40] : Hermione
- 2004 : Drowning Crow : Hannah Jordan
- 2009 : Joe Turner's Come and Gone : Molly Cunningham

## Filmographie

### Cinéma
- 1996 : Girls Town de Jim McKay : Nikki
- 1996 : Ed's Next Move de John Walsh : Erica
- 1998 : Side Streets de Tony Gerber : Brenda Boyce
- 1998 : Desert Blue de Morgan J. Freeman : Agent Summers
- 1999 : Gangsta Cop de Michael Rymer : Denise
- 1999 : Une carte du monde de Scott Elliott : Dyshett
- 2000 : John John in the Sky de Jefferson Davis : Earlene
- 2000 : Les Chemins de la dignité (Men of Honor) de George Tillman Jr. : Jo
- 2000 : The Opponent de Eugene Jarecki : June
- 2001 : The Caveman's Valentine de Kasi Lemmons : Lulu
- 2001 : Lovely and Amazing de Nicole Holofcener : Lorraine
- 2002 : Opération funky (Undercover Brother) de Malcolm D. Lee : Jo Brashear
- 2004 : Brother to Brother de Rodney Evans : Zora
- 2004 : Ray de Taylor Hackford : Mary Ann Fisher
- 2005 : Perception de Irving Schwartz : Vera
- 2006 : Freedomland (La Couleur du crime) de Joe Roth : Felicia
- 2007 : Cover de Bill Duke : Valerie Mass
- 2008 : The Express de Gary Fleder : Marie Davis
- 2009 : Notorious BIG de George Tillman Jr. : Sandy
- 2009 : I Love You Phillip Morris de Glenn Ficarra et John Requa : Reba
- 2009 : The Hungry Ghosts de Michael Imperioli : Nadia
- 2009 : Maman, mode d'emploi de Katherine Dieckmann : Sample Sale Friend
- 2009 : L'Attaque du métro 123 (The Taking of Pelham 1 2 3) de Tony Scott : Therese, la femme de Garber
- 2010 : The Tested de Russell Costanzo : Darraylynn Warren
- 2011 : La Locataire (The Resident) de Antti Jokinen : Sydney
- 2011 : Game of Death de Giorgio Serafini : Rachel
- 2011 : La Couleur des sentiments (The Help) de Tate Taylor : Yule Mae Davis
- 2011 : Money Matters de Ryan Richmond : Pamela Matters
- 2013 : The Volunteer de Vicky Wight : Leigh
- 2014 : Get on Up de Tate Taylor : Vicki Anderson
- 2014 : Una Diva: A Fable of Music and the Mind de Richie Adams : Una Vida
- 2016 : The Birth of a Nation de Nate Parker : Nancy Turner
- 2017 : Romeo and Juliet in Harlem de Aleta Chappelle : Lady Capulet (également productrice)
- 2018 : Si Beale Street pouvait parler (If Beale Street Could Talk) de Barry Jenkins : Mrs. Hunt
- 2018 : Pimp de Christine Crokos : Gloria May
- 2019 : Miss Virginia de R.J. Daniel Hanna : Lorraine Townsend
- 2020 : The Subject de Lanie Zipoy : Leslie Barnes
- 2021 : La Méthode Williams : de Reinaldo Marcus Green : Oracene « Brandy » Price
- 2023 : Origin : de Ava DuVernay : Isabel Wilkerson
- 2023 : La couleur pourpre : de Blitz Bazawule  : Mama
- 2024 : Exhibiting Forgiveness : de Titus Kaphar : Joyce
- 2024 : Nickel Boys : de RaMell Ross : Hattie
- 2024 : The Deliverance : de Lee Daniels : la révérende Bernice James

### Télévision

#### Séries télévisées
- 1995 : New York Undercover : Claudia (1 épisode)
- 1996 - 1997 : Haute Tension : Leslie Joyner (26 épisodes)
- 1999 : The Practice : Donnell et Associés : Sharon Young (4 épisodes)
- 2000 : New York 911 : Gail Moore (2 épisodes)
- 2001 : Tribunal central : Amanda Davis / Jackie Lange (3 épisodes)
- 2002 : MDs : Quinn Joyner (10 épisodes)
- 2004 : The D.A. : Ellen Baker (1 épisode)
- 2005 : Jonny Zéro : Gloria (6 épisodes)
- 2005 - 2006 : DOS : Division des opérations spéciales : Jocelyn Pierce (23 épisodes)
- 2006 - 2007 : Justice : Miranda Lee (9 épisodes)
- 2007 : New York, section criminelle : Carmen Rivera (saison 6, épisode 14)
- 2008 : Numbers : Ivy Kirk (1 épisode)
- 2008 : The Border : Amira (1 épisode)
- 2008 : True Blood : Diane (3 épisodes)
- 2009 : The Good Wife : Linda Underwood (1 épisode)
- 2010 - 2013 : Mentalist : Madeleine Hightower (17 épisodes)
- 2012 : Blue Bloods : Sylvia Marshall (1 épisode)
- 2012 : Missing : Au cœur du complot (Missing) : Mary Dresden (3 épisodes)
- 2012 - 2017 : NCIS: Los Angeles : Michelle Hanna (6 épisodes)
- 2014 : Sleepy Hollow : Lori Mills (1 épisode)
- 2015 : The Book of Negroes : Aminata Diallo (mini-série, 6 épisodes)
- 2015 - 2017  : Quantico : Miranda Shaw (44 épisodes )
- 2018 : Chiefs : Kendra (pilote pour CBS, rôle principal)
- 2018 - 2019 : Designated Survivor : Eleanor Darby (saison 2, 5 épisodes et saison 3, épisode 1)
- 2019 : Dans leur regard : Sharon Salaam (mini-série, 3 épisodes)
- 2019 : Lovecraft Country : Hippolyta Black (rôle principal)
- 2020 : New York, unité spéciale : Laura Chase (saison 21, épisode 18)
- 2022- : 61st Street : Martha Roberts
- 2023 : Justified: City Primeval : Carolyn Wilder

#### Téléfilms
- 2000 : Act of Love de Gina Prince-Bythewood : Pam
- 2008 : Racing for Time de Charles S. Dutton : Officier Baker
- 2008 : The Prince of Motor City de Jack Bender : Cora Neel
- 2009 : Des mains en or (Gifted Hands: The Ben Carson Story) de Thomas Carter : Candy
- 2012 : 23 ans d'absence (Abducted: The Carlina White Story) de Vondie Curtis-Hall : Ann
- 2019 : The Clark Sisters: The First Ladies of Gospel de Christine Swanson : Mattie Moss Clark

## Distinctions
Sauf indication contraire ou complémentaire, les informations mentionnées dans cette section proviennent de la base de données IMDb.

### Récompenses
- Festival du film de Hollywood 2011 : meilleure distribution pour La Couleur des sentiments
- National Board of Review 2011 : meilleure distribution pour La Couleur des sentiments
- Satellite Awards 2011 : meilleure distribution pour La Couleur des sentiments
- Southeastern Film Critics Association 2011 : meilleure distribution pour La Couleur des sentiments
- Women Film Critics Circle 2011 : meilleure distribution féminine pour La Couleur des sentiments
- Black Reel Awards 2013 : meilleure actrice dans une mini-série ou un téléfilm pour 23 ans d'absence
- American Black Film Festival 2014 : meilleure actrice pour Una Vida: A Fable of Music and the Mind
- Festival du film de Newport Beach 2014 : meilleure actrice pour Una Vida: A Fable of Music and the Mind
- Canadian Screen Awards 2016 : meilleure actrice dans une mini-série ou un téléfilm pour The Book of Negroes
- Gracie Allen Awards 2016 : meilleure actrice dans un programme dramatique pour The Book of Negroes
- African-American Film Critics Association 2019 : meilleure distribution pour Dans leur regard

### Nominations
- NAACP Image Awards 2001 : meilleure actrice dans un second rôle pour Les chemins de la dignité
- Black Reel Awards 2003 : meilleure actrice pour Opération funky
- Screen Actors Guild Awards 2005 : meilleure distribution pour Ray
- NAACP Image Awards 2010 : meilleure actrice dans un téléfilm ou une mini-série pour Des mains en or
- Central Ohio Film Critics Association Awards 2012 : meilleure distribution pour La Couleur des sentiments
- Critics' Choice Television Awards 2015 : meilleure actrice dans une mini-série ou un téléfilm pour The Book of Negroes
- Online Film & Television Association 2015 : meilleure actrice dans un téléfilm ou une mini-série pour The Book of Negroes
- Satellite Awards 2015 : meilleure actrice dans une mini-série ou un téléfilm pour The Book of Negroes
- Black Reel Awards 2016 : meilleure actrice dans un téléfilm ou une mini-série pour The Book of Negroes
- NAACP Image Awards 2016 : meilleure actrice dans une mini-série ou un téléfilm pour The Book of Negroes
- Black Reel Awards for Television 2019 : meilleure actrice dans une mini-série ou un téléfilm pour Dans leur regard
- Primetime Emmy Awards 2019 : meilleure actrice dans une mini-série ou un téléfilm pour Dans leur regard
- Golden Globes 2022 : Meilleure actrice dans un second rôle pour La Méthode Williams
- Oscars 2022 : Meilleure actrice dans un second rôle pour La Méthode Williams